# Projektcontrolling
Im deutschen Sprachraum bezieht sich Projektcontrolling auf die Sicherung des Erreichens der Projektziele und somit auf die Kontrolle des Projektablaufes. Im englischen Sprachraum kommt noch die Komponente der Projektsteuerung dazu; diese wird in diesem Artikel jedoch ausgeklammert.

## Abgrenzung zum Projektmanagement
Projektcontrolling ist Bestandteil des Projektmanagements. Nach der DIN 69901 steht Projektcontrolling für die „Sicherung des Erreichens der Projektziele durch: Soll-Ist-Vergleich, Feststellung der Abweichungen, Bewerten der Konsequenzen und Vorschlagen von Korrekturmaßnahmen, Mitwirkung bei der Maßnahmenplanung und Kontrolle der Durchführung.“ Während sich das Projektmanagement unter anderem mit der Auswahl und Führung von Mitarbeitern, Zeiterfassung und Personalplanung beschäftigt, konzentriert sich das Projektcontrolling darauf, zu ermitteln, welche Ressourcen für ein Projekt erforderlich sind und zu überwachen, ob Projektziele und Projektkosten eingehalten werden.

## Kennzahlen und Methoden des Projektcontrollings
Für erfolgreiches Projektcontrolling stehen folgende drei Kennzahlen im Vordergrund:
- Zeit bis zum Projektabschluss
- aufgewendete Kosten und Stunden bis zum Projektabschluss
- Fertigstellungsgrad

Damit diese Kennzahlen aussagekräftig sind, ist es wichtig, sie im Vorfeld zu definieren – z. B. als Prozentzahlen. Weitere wichtige Kennzahlen sind Offene Posten, Projektplanüberwachung, Projektumsatz und Projektergebnis. Letzteres wird mithilfe einer Projektnachkalkulation bestimmt.

### Methoden des Projektcontrollings
Gute Projektsteuerung gelingt nur bei methodischem Vorgehen. Dazu gibt es verschiedene Methoden wie Projektplan, Gantt-Diagramm, Netzplantechnik, Meilensteintrendanalyse oder Leistungswertanalyse.

#### Projektplan
Ein guter Projektplan zeigt auf, welche Mitarbeiter wie lange mit welcher Tätigkeit beschäftigt sind. Der Projektmanager kann so stets den Stand des Projekts prüfen und weiß, welcher Mitarbeiter an welchem Projektschritt arbeitet. Für das Projektcontrolling ist der Projektplan deswegen wichtig, weil er alle Projektschritte grafisch veranschaulicht.

#### Meilensteintrendanalyse
Die Meilensteintrendanalyse ist ebenfalls gut für erfolgreiches Projektcontrolling geeignet. Dabei werden zeitlich verbindliche Meilensteine festgelegt. Beispielsweise soll ein bestimmter Projektschritt an einem bestimmten Tag zu einer festgelegten Uhrzeit abgeschlossen sein. Ob dies erfolgt ist, lässt sich einfach überprüfen. Wichtig ist es jedoch, realistisch zu planen und Pufferzeiten einzukalkulieren. Mithilfe der Meilensteintrendanalyse kann die Einhaltung mehrere Projektschritte gut überwacht und aus dem Ergebnis ein Trend abgeleitet werden. Dieser ist hilfreich für den Zeitplan des laufenden Projekts – und auch für die zukünftige Projektplanung.

#### Leistungswertanalyse
Zur monetären Beurteilung des Fertigstellungsgrades eines Projektes hat sich die Leistungswertanalyse (engl. Earned Value Analysis) bewährt. Dabei wird die aktuelle Termin- und Kostensituation durch Kennzahlen beschrieben. Die Schlüsselwerte sind Planwert (engl. planned value), Istkosten (actual costs) und Fertigstellungswert (earned value). Durch die Verfolgung der Kennzahlen ist eine Trendanalyse möglich.

#### Ampelmethode
Mit der Ampelmethode lässt sich der Projektstand mit einem Blick feststellen. Als Grundlage können beispielsweise aufgewendete Arbeitszeiten der Mitarbeiter oder Fremdleistungsbudgets dienen. Mit einem Blick lässt sich, analog zur Verkehrsampel, erkennen, ob alles im grünen Bereich ist, in welchem Maße die Budgets belastet wurden (gelb) oder bei rot, dass die Budgets kurz vor der Auslastung stehen oder diesen Punkt bereits überschritten haben. Rot bedeutet also nicht zwingend, dass alle Tätigkeiten schlagartig einzustellen sind, sondern dass Gegensteuern und gegebenenfalls ein zügigeres Vorankommen gefragt sind, damit das Projekt wirtschaftlich bzw. pünktlich abgeschlossen werden kann.

#### Soll-Ist-Vergleich
Eine grundlegende Methode im Projektcontrolling stellt der Soll-Ist-Vergleich dar. Verglichen werden dabei oft Faktoren wie aufgewendete Arbeitszeiten im eigenen Unternehmen, Reisekosten sowie Fremdleistungen von Lieferanten, die zum Beispiel in Form von Projektbudgets erfasst sein können. Der Soll-Ist-Vergleich liegt oft als Projektbericht vor. Ähnlich wie beim Ampel-Controlling werden Soll-Zustand und Abweichungen oft mit Signalfarben gekennzeichnet.
Im Rahmen des Soll-Ist-Vergleichs hat sich eine Planung anhand von Projektbudgets als Projektuntereinheiten bewährt. Je kleiner die Einheiten, desto genauer kann das Projekt geplant und überwacht werden. Typischerweise werden Projektbudgets für Arbeitsstunden, Fremdleistungen, Reisekosten und gegebenenfalls Nachträge eingerichtet. Diese lassen sich aber auch unterteilen. Anhand der Budgets lässt sich mit dem Soll-ist-Vergleich regelmäßig kontrollieren, ob diese noch im Rahmen sind, bereits überschritten wurden oder Gefahr laufen, dies zu tun.

## Projektcontrolling-Software
Um Projekte optimal steuern zu können, existiert ein reichhaltiges Angebot an Projektcontrolling-Software. In der Regel handelt es sich um Insellösungen, die speziell für Projektmanagement und -controlling entwickelt wurden. Teilweise ist Projektcontrolling auch Bestandteil von ERP-Software. Wichtige Funktionen von Projektcontrolling-Lösungen sind Projektpläne mit Projektkontenrahmen für die Projektübersicht, Projektbudgetplanung, Projektkalkulation (z. B. nach HOAI), Projektbudgetüberwachung, Projektzeiterfassung, Projektnachkalkulation, Nachtragsmanagement sowie Subunternehmerverwaltung. Bei größeren Planungsbüros sind die Anforderungen weit höher, denn diese haben in der Regel mehrere Standorte (Niederlassungen) sowie eine multidimensionale Unternehmensstruktur. Die Anforderungen an eine moderne Projektcontrolling-Software sind hoch. Eine zentrale Dokumentenverwaltung (DMS) muss der Flut der E-Mails und Dokumente innerhalb eines Projektes nachkommen. Zusätzlich sollte ein effizientes Projektcontrolling zu jeder Zeit den aktuellen Stand anzeigen und individuelle Reports liefern, und zwar bis in die Projektdetails, zu den Subunternehmerverträgen und -leistungsständen. Ein wirkungsvolles Ressourcenmanagement muss dafür sorgen, dass die Mitarbeiter optimal in die Projekte eingebracht, aber nicht überbelastet werden.
Bei einer multidimensionalen Unternehmensstruktur muss die Software einer eher dynamischen statt streng hierarchischen Projektverantwortlichkeit Rechnung tragen. Ein Projekt, das von der Leistungsphase 1–9 betreut wird, kann
z. B. drei Geschäftsbereiche tangieren: drei Geschäftsbereichsleiter und, bei größeren Projekten, möglicherweise auch noch drei Projektleiter. Hier entsteht Bedarf an einer flexiblen und transparenten Kommunikationsstruktur.
Bei kleineren und mittleren Planungsbüros sollte von vornherein eine Software ausgesucht werden, die im Bedarfsfall mit dem Unternehmen mitwächst.
Anbieter sind beispielsweise InLoox, PLANTA Project und Projektron BCS. Projektcontrolling-Software ist in der Regel ein Teil von Projektmanagementsoftware.